# Peucedanum laciniatum
Peucedanum laciniatum är en flockblommig växtart som beskrevs av Gustav Heynhold. Peucedanum laciniatum ingår i släktet siljor, och familjen flockblommiga växter. Inga underarter finns listade i Catalogue of Life.